# Damaris Egurrola
Damaris Berta Egurrola Wienke (Orlando, Florida, Estados Unidos; 26 de agosto de 1999) es una futbolista neerlandesa que juega como centrocampista para el club francés Olympique de Lyon, de la Division 1 Féminine, y para la selección femenina de los Países Bajos.
En 2021 renunció a la selección española debido a la ausencia de convocatorias por parte del seleccionador Jorge Vilda, y su deseo de poder jugar Eurocopas y Mundiales.

## Biografía
Egurrola pasó su primera infancia en Orlando, Florida, la segunda de tres hijos de madre holandesa y padre español (Pablo Egurrola Osa, pelotari profesional que compite en ligas americanas de Jai Alai); cuando éste se jubiló en 2006, la familia se mudó a su tierra natal en el este de Vizcaya, en el País Vasco español.

## Clubes
| Club          | País       | Año             |
| ------------- | ---------- | --------------- |
| Athletic Club | España     | 2015 - 2020     |
| Everton       | Inglaterra | 2020 - 2021     |
| Lyon          | Francia    | 2021 - presente |

## Selección nacional
Debido a su lugar de nacimiento y la procedencia de su familia, Egurrola podía elegir jugar con la selección de Estados Unidos, con la de España y con la de Países Bajos. Jugó en las categorías inferiores de España, incluyendo la sub-17, con la que consiguió la medalla de plata en el Campeonato Europeo Sub-17 de 2015-16 y de bronce en la Copa Mundial Sub-17 de 2016; la sub-19, con la que ganó el Campeonato Europeo Sub-19 de 2017 y a la que ayudó a clasificarse para la edición de 2018; y la sub-20, con la que se convirtió en subcampeona del mundo en 2018.
Egurrola debutó con la selección española en mayo de 2019, en un partido amistoso contra Camerún. En octubre de 2019, fue convocada a la sub-23 (España Promesas). También ha jugado con la Selección femenina de fútbol de Euskadi.
Dos años más tarde de su único partido con la selección absoluta de España, en noviembre de 2021 Jorge Vilda aseguró que había intentado convocar a Egurrola en dos ocasiones en los últimos meses y hablar con ella por teléfono en numerosas ocasiones. Los agentes de la jugadora negaron esto, afirmando que esas convocatorias hacían referencia a la sub-23 y que no había habido ningún intento de hablar con ella personalmente en los últimos dos años. También se reveló que Egurrola había elegido jugar con otra selección, en aquel momento desconocida, pero que sería una de las dos que habían llegado a la final de la Copa Mundial de 2019.
En marzo de 2022, Egurrola se comprometió con la selección de los Países Bajos y debutó el 8 de abril de 2022.

### Goles internacionales
| Gol | Fecha               | Lugar                                       | Rival               | Puntuación | Resultado | Competición            |
| --- | ------------------- | ------------------------------------------- | ------------------- | ---------- | --------- | ---------------------- |
| 1.  | 12 de abril de 2022 | ADO Den Haag Stadium, La Haya, Países Bajos | Sudáfrica           | 4–1        | 5–1       | Amistoso               |
| 2.  | 12 de abril de 2022 | ADO Den Haag Stadium, La Haya, Países Bajos | Sudáfrica           | 5–1        | 5–1       | Amistoso               |
| 3.  | 13 de julio de 2022 | Leigh Sports Village, Leigh, Inglaterra     | Bandera de Portugal | 1–0        | 3–2       | Eurocopa Femenina 2022 |

## Palmarés

### Campeonatos nacionales
| Título           | Club              | País    | Año     |
| ---------------- | ----------------- | ------- | ------- |
| Primera División | Athletic Club     | España  | 2015-16 |
| Division 1       | Olympique de Lyon | Francia | 2021-22 |

### Campeonatos internacionales
| Título            | Equipo              | Sede              | Año     |
| ----------------- | ------------------- | ----------------- | ------- |
| Europeo Sub-19    | Selección de España | Irlanda del Norte | 2017    |
| Liga de Campeones | Olympique de Lyon   | Italia            | 2021-22 |